# Böhse Onkelz
I Böhse Onkelz (dal tedesco böse Onkel: zii malvagi) sono un gruppo musicale rock tedesco.

## Storia

### Origini punk
Ispirati dalle sonorità punk di gruppi come i Ramones, i Sex Pistols ma anche The Stranglers, Sham 69 e i The Clash, nel 1980 Stephan Weidner, Kevin Richard Russell e Peter Schorowsky fondarono un gruppo punk ad Hösbach, cittadina della Baviera. Esordiscono con il nome di Kinder, data la loro giovane età, ma già all'inizio del 1981 decidono di mutare il nome nel definitivo Böhse Onkelz (zii cattivi), essendo stati definiti con tale appellativo da dei bambini del quartiere. Durante lo stesso anno incontrano Gonzo, al secolo Mathias Rohr, che aveva già avuto esperienze in altri gruppi.

### Esordio nella scena skinhead
Il gruppo partecipa all'inizio in una compilation punk Soundtracks zum Untergang, schierata politicamente a sinistra. Comunque, dopo che la scena punk tedesca mosse i primi passi verso l'anarchia, gli Onkelz persero interesse verso la scena a cui appartenevano.
Inizialmente, tardi anni '80, la band dichiarava di appartenere al genere e alla cultura Oi!. Pubblicò alcune demo con testi che spaziavano da una visione apolitica a una visione prettamente di destra.
Nel 1984 pubblicano il loro primo album Der nette Mann con l'etichetta Rock-O-Rama. L'album fu censurato nel 1986 a causa dei testi istiganti la violenza e il sessismo. Der nette Mann vendette numerose copie.

### Uscita dalla scena skinhead
Dopo la separazione dalla scena skinhead, i Böhse Onkelz continuano a fare musica senza dichiarare il proprio credo politico. Le canzoni parlano ancora di violenza e alcoolismo, ma sono comunque molto più ricche musicalmente e non solo. Superati i problemi di alcool di Russell, la band si rimette a comporre nuove canzoni.
Il 16 giugno 1990 la band perde il migliore amico comune, Andreas "Trimmi" Trimborn, a causa di un incidente in un bar del distretto Francoforte-Sachsenhausen. Solo due anni dopo i Böhse Onkelz riescono a conoscere l'identità dell'aggressore, un soldato di alto grado della Bundeswehr. La corte d'appello stabilì che la vittima era nota per il suo carattere violento e il soldato reagì per legittima difesa. Ancora oggi i testimoni affermano che Trimmi e il suo amico erano sotto effetto di cocaina. Russell cadde in depressione dopo la perdita dell'amico e cercò di compensare il suo stato di depressione con l'alcool e le droghe. Le canzoni Nur die besten sterben jung (Solo i migliori muoiono giovani) e la struggente Der Platz neben mir (Il posto accanto a me) sono dedicati e scritti in memoria di Trimmi.
Nel 1992 Heilige Lieder, il loro settimo album in studio, arrivò al quinto posto della classifica nazionale. La band divenne ancora più famosa, tanto da attrarre l'attenzione dei media. Venne messo in luce il passato da band skinhead, molte radio si rifiutavano di trasmettere le loro canzoni e molti erano scettici riguardo al loro cambiamento: non pensavano affatto che la band avesse trovato "la retta via" e credevano che si trattasse solo di una manovra per continuare a suonare indisturbati. La band fu attaccata anche con numerosi articoli che trattavano l'argomento. I Böhse Onkelz reagirono scrivendo 2 canzoni: Fahrt zur Hölle (andate all'inferno) dell'album Weiß e Danke für Nichts (Grazie di nulla) dall'album Hier sind die Onkelz (Ecco qua gli Onkelz).
Inoltre, colossi di vendita come Media Markt, World of Music e Saturn rifiutarono di vendere i dischi dei Böhse Onkelz. Nella fine degli anni '90, comunque, World of Music e Media Markt inserirono i dischi dei Böhse Onkelz nei loro store. La Saturn lo farà solo nel 2005 dopo l'uscita di Adios, l'ultimo album che rimase in classifica per molte settimane. Negli anni successivi i Böhse Onkelz presero ripetutamente posizione contro qualsiasi estremismo in generale e proclamarono di non avere alcun interesse politico.
La band ha avuto un gran numero di fan ed è considerato uno dei gruppi tedeschi di maggior successo. Nel 1998 hanno venduto circa 300 000 copie dell'album l'album Viva Los Tioz in sole 48 ore.
L'8 agosto 2003 i Böhse Onkelz sono stati scelti come band supporto dei The Rolling Stones nel concerto all'Open Air Arena nell'Hanover fairground.

### La fine della loro carriera
Quando scadde il contratto con la Virgin, nel 2003, la band ne firmò uno con la SPV GmbH per il loro ultimo album, Adios. Il 24 maggio 2004 i Böhse Onkelz annunciarono pubblicamente lo scioglimento. Dopo che uscì l'album, suonarono al Wacken Open Air nell'Agosto 2004 ed iniziarono il loro tour da record, La Ultima. Il concerto finale, chiamato Vaya con tioz, si tenne il 17 e il 18 giugno 2005 nell'EuroSpeedway Lausitz (a Lusazia, Brandeburgo), davanti circa 120.000 fans.

### 2014: La reunion
Nel 2014 la band si riunisce per due concerti consecutivi  il 20 e il 21 giugno 2014 nel circuito di Hockenheimring davanti a 100.000 spettatori. Il ritorno della band è benvoluto dai fan a distanza dell'ultimo concerto 9 anni prima. Il primo full-length dopo lo scioglimento arriva con Memento il 28 Ottobre 2016.
A fine 2019 la band annuncia un altro full-length dal titolo Böhse Onkelz che viene pubblicato il 28 Febbraio 2020. A causa delle restrizioni della pandemia, la band ritorna a calcare le scene dopo due anni, nell'estate 2022, riscuotendo una popolarità sempre crescente.
La reunion,dal punto di vista finanziario della band, è stato un vero successo. Oltre i fan di vecchia data, è riuscita a conquistare anche fan più giovani i quali, ancor prima di fare concerti, si sono procurati molti dei vecchi album contribuendo agli introiti. I concerti dal vivo hanno fatto pure il resto. Si stima che dalla reunion la band abbia guadagnato circa 24 milioni di euro.

## Stile musicale
Lo stile musicale degli Onkelz è cambiato diverse volte nel corso degli anni. Originariamente suonavano punk. Durante la loro carriera lo stile si è avvicinato stilisticamente all'heavy metal. I loro fan pensano che si siano distinti per la rabbia che esprimevano nelle loro canzoni. Inoltre, la voce brutale di Kevin Russell era un marchio di fabbrica del gruppo.

## Accuse di estremismo di destra
Ancora oggi la band è accusata - nonostante pareri contrastanti - di avere tendenze di destra, e spesso viene presa ad esempio una canzone del 1981, Türkähn rauhs (forma modificata del tedesco Türken raus, ovvero "Fuori i Turchi"). La canzone fu scritta durante il periodo punk. Gli Onkelz dicono che la canzone è stata scritta come reazione rivolta a una specifica gang di Turchi che più volte si è scontrata con gli Onkelz. I critici invece asseriscono che sia una canzone di stampo razzista. Quest'ultima interpretazione è compatibile con il periodo in cui è stata scritta, quando la band era dichiaratamente di destra. Anche la canzone Deutschland den Deutschen (La Germania ai Tedeschi), una versione rivisitata di "Oi, Oi, Oi" viene spesso additata quale esempio di estremismo. Anche questa canzone è stata scritta come reazione ad alcune esperienze on the street.
Un'altra canzone del 1981, SS-Staat (Stato SS), nel singolo Kill the Hippies - Oi!, è intesa come provocazione ai nazisti. A causa della bassa qualità di registrazione il passaggio SS-Staat im Staate, wir wollen's nicht erleben ("Stato SS nello Stato, non lo vogliamo vedere") viene frainteso come "SS-Staat im Staate, wir wollen's mit erleben" ("Stato SS nello stato, vogliamo vederlo!").
I fan della band riferiscono che Türkähn rauhs e Deutschland den Deutschen non sono mai state pubblicate ufficialmente dai Böhse Onkelz. Queste canzoni sono circolate solamente su musicassette duplicate. Weidner disse in un'intervista: "Il testo è di una stupidità immane e ovviamente non fu mai pubblicata e mai sarà pubblicata".
Comunque la band ha sempre rinnegato le tendenze di destra già dal 1985 e ha scritto successivamente molti pezzi contro gli estremismi, i totalitarmismi e il razzismo.

## Formazione
- Kevin Richard Russell – voce
- Matthias "Gonzo" Röhr – chitarra
- Stephan Weidner – basso
- Peter "Pe" Schorowsky – batteria

## Discografia

### Album in studio
- 1984 – Der nette Mann
- 1985 – Böse Menschen - Böse Lieder
- 1987 – Onkelz wie wir...
- 1988 – Kneipenterroristen
- 1990 – Es ist soweit
- 1991 – Wir ham' noch lange nicht genug
- 1992 – Heilige Lieder
- 1993 – Weiß
- 1993 – Schwarz
- 1995 – Hier sind die Onkelz
- 1996 – E.I.N.S.
- 1998 – Viva los tioz
- 2000 – Ein böses Märchen aus 1000 finsteren Nächten
- 2002 – Dopamin
- 2004 – Adios
- 2016 – Memento
- 2020 – Böhse Onkelz

### Album dal vivo
- 1992 – Live in Vienna
- 1997 – Live in Dortmund
- 2001 – Tour 2000
- 2001  20 Jahre - Live in Frankfurt
- 2005 – Live in Hamburg

### EP
- 1985 – Mexico
- 1989 – Lügenmarsch

### Raccolte
- 1994 – Gehasst, verdammt, vergöttert …die letzten Jahre
- 2001 – Gestern war heute noch morgen

### Singoli
- 1981 – Kill the Hippies - Oi!
- 1992 – Ich bin in Dir
- 1995 – Finde die Wahrheit
- 1998 – Terpentin
- 1998 – Tour 1998 Shape CD
- 2000 – Dunkler Ort
- 2002 – Keine Amnestie für MTV
- 2004 – Onkelz vs. Jesus
- 2015 – Wir bleiben

### Video
- 1992 – Live in Vienna
- 1997 – Live in Dortmund
- 2001 – Tour 2000
- 2001 – 20 Jahre - Live in Frankfurt
- 2005 – La Ultima / Live in Berlin
- 2007 – Vaya Con Tioz

### Compilation
- 1982 – Soundtracks zum Untergang 2 - Neuer deutscher Punk-Underground

### Bootleg
- 1986 – No Surrender! Vol. 2
- 1988 – Freitag Nacht
- 1988 – Hässlich
- 1989 – Hass/Was kann ich denn dafür?
- 1989 – Stolz/Singen und Tanzen
- 1990 – 6 für Deutschland
- 1992 – 6 für Deutschland Vol. 2
- 1992 – Könige für einen Tag
- 1995 – Digital World
- 1995 – Heilige Lieder Gold
- 1996 – Nur die Besten sterben jung
- 1998 – Buch der Erinnerung
- 2001 – Wir schrieben Geschichte
- 2003 – Fahrt zur Hölle!